# Tadarida ventralis
Tadarida ventralis é uma espécie de morcego da família Molossidae. Pode ser encontrada na República Democrática do Congo, Sudão, Eritreia, Etiópia, Quênia, Tanzânia, Zâmbia, Maláui, Moçambique e Zimbábue.